# Corythalia argyrochrysos
Corythalia argyrochrysos är en spindelart som först beskrevs av Cândido Firmino de Mello-Leitão 1946.  
Corythalia argyrochrysos ingår i släktet Corythalia och familjen hoppspindlar. Inga underarter finns listade i Catalogue of Life.